# O Vento Mudou
O Vento Mudou (Portugal, 1967) é uma canção Portuguesa que representou Portugal no Festival Eurovisão da Canção de 1967, após ter ganho o IV Grande Prémio TV da Canção Portuguesa.

## Festival RTP da Canção
A canção recebeu a pontuação mais alta da final do Festival, com 120 pontos atribuídos pelos júris regionais.

## Eurovisão da Canção
O seu intérprete foi Eduardo Nascimento, o primeiro intérprete afrodescendente a representar Portugal na Eurovisão. Foi a quinta canção a ser interpretada na noite do festival, a seguir à canção francesa Il doit faire beau là-bas, interpretada por Noëlle Cordier e antes da canção helvética Quel cœur vas-tu briser?, interpretada por Géraldine Gaulier. Terminou a competição em 12.º lugar, tendo recebido um total de 3 pontos. 

### Votação
| País    | Pontuação |
| ------- | --------- |
| França  | 1 ponto   |
| Espanha | 1 ponto   |
| Suíça   | 1 ponto   |
| TOTAL   | 3 pontos  |

## Autores
- Letra: João Magalhães Pereira
- Música: Nuno Nazareth Fernandes
- Orquestração: Armando Tavares Belo

## Letra
O artista relata a história de um antigo amor que lhe diz precisar sair pelo mundo e que voltará quando o vento mudar. O vento muda, e ela não volta. Ele pede então às nuvens que a tragam de volta e que o cubram na dor quando se apercebe que não mais a voltará a ver.

## Versões
Eduardo Nascimento também gravou uma versão em inglês desta canção intitulada Listen.  Existem várias covers desta canção, nomeadamente dos UHF, Adelaide Ferreira e Delfins. 